# Sendley Sidney Bito
Sendley Sidney Bito (ur. 20 lipca 1983 w Willemstad) – piłkarz występujący na pozycji pomocnika, a wcześniej napastnika, reprezentant Antyli Holenderskich oraz Curaçao.

## Kariera piłkarska

### Kariera klubowa
Bito zawodową karierę rozpoczynał w holenderskiej Sparcie Rotterdam. Po przyjściu do klubu w 2003 został przesunięty do jego rezerw. Spędził tam trzy sezony, jednak nie zdołał zadebiutować w barwach Sparty. W 2006 podpisał kontrakt z ukraińską Stalą Ałczewsk. W pierwszej lidze ukraińskiej zadebiutował 20 sierpnia 2006 w przegranym 0:1 meczu z Worskłą Połtawa. 24 września 2006 w wygranym 4:2 spotkaniu z Metalistem Charków strzelił pierwszego gola w trakcie gry w pierwszej lidze ukraińskiej. W sezonie 2006/2007 rozegrał 22 ligowe spotkania i zdobył 3 bramki, a jego klub zajął 16. miejsce w pierwszej lidze i spadł do drugiej ligi. Wówczas odszedł z klubu.
Trafił do pierwszoligowego Arsenału Kijów. Pierwszy ligowy mecz w jego barwach zaliczył 15 lipca 2007 przeciwko Metałurhowi Donieck (1:3). W Arsenale spędził dwa sezony. W tym czasie zagrał tam w 35 ligowych meczach i zdobył w nich jedną bramkę.
W 2009 został wypożyczony do maltańskiego klubu Valletta FC, a 31 sierpnia 2009 ponownie został wypożyczony tym razem do Zakarpattia Użhorod.
11 września 2010 podpisał roczny kontrakt z Tawrią Symferopol, ale rozegrał tylko 2 mecze i na początku marca 2011 za obopólna zgodą kontrakt został anulowany.
W 2012 po rocznej przerwie w graniu podpisał kontrakt z irańskim klubem Fajr Sepasi. Następnie występował w Manama Club, Zakho FC, PT Prachuap F.C., OFC Oostzaan i SV Hubentut Fortuna. 1 lipca 2017 podpisał kontrakt z S.V. Victory Boys.

### Kariera reprezentacyjna
W reprezentacji Antyli Holenderskich Bito zadebiutował 27 marca 2008 w wygranym 2:0 meczu eliminacji Mistrzostw Świata 2010 z Nikaraguą. Reprezentacja Antyli Holenderskich odpadła w drugiej rundzie eliminacji Mistrzostw Świata i nie awansowała na turniej główny.